# 焕镛木
焕镛木（学名：Magnolia kwangsiensis）也称单性木兰，为木兰科木兰属下的一个种。常绿乔木。曾属于焕镛属（Woonyoungia），该属以植物学家陈焕镛的名字命名，现已取消。在2004年Figlar & Nooteboom对木兰属的修订中将其并入木兰属。